# Ваксево
Ваксево е село в Западна България. То се намира в община Невестино, област Кюстендил.

## География
Село Ваксево се намира в планински район, в географската област Пиянец, югоизточно от град Кюстендил, от двете страни на река Елешница, на шосето град Кюстендил – село Невестино – село Църварица. През 1956 г. към Ваксево е присъединено село Койно, а през 1971 г. – махала Кумбаска. Махали: Кузумци, Стойчовци, Кадрамци, Върбица, Симонци, Лесичковци, Суличевци, Пецева, Чизмовци, Шукалци, Лапевска, Пупулци, Которанци, Бантовци, Оджовци, Грънчарци, Сапунджийска, Богданци, Чукарлии, Парлапанци, Горчовци, Чорбаджиевци, Гошевци, Адамци, Брусарска, Семенци, Селище, Ковачка, Гюрове, Камберска, Воденичарска, Моравска, Михтарска, Мижаркова, :Дерманци, Бездарска, Муловци, Кумбазка, Десподова, Испорци, Хаджийска, Текемци, Треновци, Тренчовци, Никове, Гърличка, Димовци, Заневе, Шаренковска, Калинци, Соколовци, Геровци, Петаците. Център е махала Хановете, Чимеве, Ингилизка, Дзамбазка махала, Которанска, Карамфилинска, Адамска, Станковска махала (Сливарето). Эаневите, Фуклиавци, Джуговите. Каменичането, Русулска.

## Население
| Година    | 1866 | 1880 | 1900 | 1920 | 1926 | 1934 | 1946 | 1956 | 1965 | 1975 | 1984 | 2008 |
| Население | 581  | 1033 | 1081 | 1290 | 2518 | 2720 | 2847 | 2354 | 2013 | 1602 | 1158 | 592  |

Численост и дял на етническите групи според преброяването на населението през 2011 г.:
|                     | Численост | Дял (в %) |
| Общо                | 534       | 100,00    |
| Българи             | 520       | 97,37     |
| Турци               | 0         | 0,00      |
| Цигани              | 6         | 1,12      |
| Други               | 0         | 0,00      |
| Не се самоопределят | 0         | 0,00      |
| Неотговорили        | 3         | 0,56      |

## История
Няма данни за възникването на селището. На 2 км северно от селото в местността „Студената вода“, на левия бряг на река Елешница са ракрити останки от праисторическо и антично селище. На 2 км източно от селото в местността, от двете страни на река Елешница, в местността „Текемска махала“ също са ракрити останки от антично селище. На 1,8 км югозападно от селото в местността „Илиндено“ или „Скалето“ има останки от късноантично укрепление. Останки от средновековно селище са разкрити и в местността „Селище“, на 4 км.югозападно от селото. Тези археологически находки свидетелстват за обитаването на района от дълбока древност.
Ваксево е дума от турски език, която в превод означава „Църковна Земя“, според предания по време на турското владичество във Ваксево е имало осем църкви. За първи път селото се споменава в турски регистър от 1576 г. като Ваксева. През 1866 г. селото има 88 домакинства и 581 жители. През 1846 г. е открито килийно училище. През 1865 г. е построена е църквата „Свети Архангел Михаил“, обявена за архитектурен паметник.
През 1893 г. селото има 9701 декара землище, от които 5869 дка ниви, 301 дка ливади, 156 дка лозя, 283 дка овощни градини. Основен поминък на селяните са земеделието (лозя, овощия, тютюн, зърнопроизводство) и животновъдството. Развиват се домашните занаяти. В селото има клон на БЗКБ, медицински здравен пункт (1912), ветеринарен фелдшер, 2 магазина. Учредена е потребителна кооперация „Напредък“ (1919).
През 1920 г. е открита пощенска станция, през 1926 г. е учредено читалище „Просвета“.
Селото е електрифицирано през 1951 г. и водоснабдено.
През 1956 г. е учредено ТКЗС „Елешница“, което от 1962 г. е в състава на ДЗС Невестино, а от 1979 г. е включено в състава на АПК – село Невестино.
Улиците са асфалтирани (1970), открити са цех за ушиване на саи, хотел-ресторант, сладкарница, дъждомерна и водомерна станция на река Елешница и 2 помпени станции – Ваксево I (1962) и Ваксево II (1969).
В началото на XXI век в резултат на промените в страната след 1989 г. и засилената миграция населението намалява. Перспективите за развитие на селото са свързани със земеделието и развитието на селски и културен туризъм.

## Исторически, културни и природни забележителности
- Средновековна църква. На 4 км югодзападно от селото, в местността „Селище“. Еднокорабна и едноапсидна църква с ширина 3 м и дължина повече от 6 м. (западната и част е затрупана). Градежът е от ломени камъни, споени с хоросан, като на места са употребени тухли за подравняване. Основите, широки 0,80 м. са запазени на височина до 1,20 м. Църквата вероятно е от времето на Втората българска държава или от началото на турското владичество.
- Възрожденска църква „Свети Архангел Михаил“ Построена е през 1863 г., според местни спомени от майстор Лазар. Църквата е с каменен градеж, с широк подпокривен корниз, който по западната стена е начупен в тричелна аркада. От запад и север са оставени две врати с каменни рамки и с релефи по тях. Иконостасните икони са рисувани от Никола Образописов.
- Историко-етнографски музей. Притежава сбирка от над 700 експоната, открит е през 1986 г. по инициатива на покойния Евтим Треновски.
- Паметник на загиналите във войните 1912 – 13 и 1915 – 18 г.
- 300-годишен зимен дъб – в местността „Цръквището“.
- През селото минава река Елешница, приток на Струма. В горната част може да се лови пъстърва и мряна, а в долната част се намира и клен.

## Религии
Село Ваксево принадлежи в църковно-административно отношение към Софийска епархия, архиерейско наместничество Кюстендил. Населението изповядва източното православие.

## Обществени институции
Село Ваксево е административен център на Кметство Ваксево.

## Редовни събития
Ежегодно на 25 май се провежда събор „Русата“, посветен на храбрата местна девойка Русалена.

## Личности
- Иван Попвасилев (р. 1923), български лекар, професор, бивш член на ЦК на БКП
- Нико Камберо, четник на Ильо войвода[3]